# VMware Workstation Pro

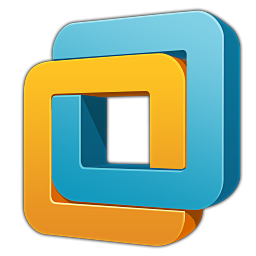
Logo de VMware Workstation Pro

VMware Workstation est un outil de virtualisation de poste de travail créé par la société VMware, il peut être utilisé pour mettre en place un environnement de test pour développer de nouveaux logiciels, ou pour tester l'architecture complexe d’un système d’exploitation avant de l’installer réellement sur une machine physique.

## Configuration requise
L'ordinateur physique sur lequel on installe VMware Workstation est appelé système hôte et son système d'exploitation est appelé le système d'exploitation hôte. Pour exécuter VMware Workstation, le système hôte et le système d'exploitation hôte doivent satisfaire à des exigences matérielles et logicielles spécifiques.

### Processeurs supportés
Le système hôte doit disposer d'un processeur x86 64 bits avec une fréquence de 1,3 GHz au minimum. Les systèmes multiprocesseurs sont pris en charge.
Lorsqu'on installe VMware Workstation, le programme d'installation effectue des contrôles pour vérifier que le système hôte dispose d'un processeur pris en charge. On ne peut pas installer VMware Workstation Pro si le système hôte ne répond pas aux exigences du processeur.

### Systèmes d'exploitation hôtes supportés
On peut installer VMware Workstation sur les systèmes d'exploitation hôtes Windows et Linux. Pour voir une liste des systèmes d'exploitation hôte pris en charge, voir le guide en ligne de compatibilité de VMware Workstation sur le site Web de VMware.

### Mémoire requise pour les systèmes hôtes
Le système hôte doit avoir suffisamment de mémoire pour exécuter le système d'exploitation hôte, les systèmes d'exploitation installés sur des machines virtuelles et les applications qui fonctionnent dans les systèmes d'exploitation hôte et invité.
La mémoire minimale requise sur le système hôte est de 1 Go ou 2 Go.
Pour installer Windows 7 Aero dans une machine virtuelle, au moins 3 Go de mémoire pour le système hôte est nécessaire. 1 Go de mémoire est allouée au système d'exploitation invité et 256 Mo est alloué à la mémoire graphique.

## Caractéristiques et spécifications de la machine virtuelle
Les machines virtuelles qui fonctionnent sur VMware Workstation Pro prennent en charge des périphériques spécifiques et permettent de fournir certaines fonctionnalités avancées.

### Systèmes d'exploitation invités supportés
Un système d'exploitation invité peut être Windows, Linux, et d'autres systèmes d'exploitation couramment utilisés. Cette liste présente la liste la plus récente des systèmes d'exploitation invités que les produits VMware supportent.

### Caractéristiques du Processeurs supportées
Les machines virtuelles prennent en charge les fonctionnalités du processeur suivantes :
- Les mêmes fonctionnalités supportées par le processeur de l'ordinateur hôte.

- Un processeur virtuel sur un système hôte qui dispose d'un ou plusieurs processeurs logiques.

- Jusqu'à 16 processeurs virtuels sur un système hôte qui a au moins 2 processeurs logiques.

### Chipset et BIOS
Les machines virtuelles prennent en charge certains chipset et BIOS  :
- Carte mère à base d'Intel 440BX
- Chipset NS338 SIO
- Automate programmable 82093AA I/O
- BIOS Phoenix 4.0 avec VESA BIOS

### Allocation de la mémoire
La quantité totale de mémoire qu'on peut attribuer à toutes les machines virtuelles en cours d'exécution sur un système hôte unique est seulement limité par la quantité de RAM sur l'hôte.
Sur les hôtes 64 bits, la quantité maximale de mémoire pour chaque machine virtuelle est 64GB. Sur les hôtes 32 bits, la quantité maximale de mémoire pour chaque machine virtuelle est de 8 Go.
Workstation Pro empêche le démarrage des machines virtuelles qui sont configurées pour utiliser plus de 8 Go de mémoire sur les hôtes 32 bits.

## Liste des références
1. ↑  « VMware Workstation 17.6.3 Pro Release Notes (English) », 4 mars 2025 (consulté le 7 mars 2025)
2. 1 2 3 4 5 6  Karim Hassan, Maîtriser la Technologie de Virtualisation Desktop - Tome I, Presses académiques francophones, 2016, 576 p. (ISBN 978-3-8416-3975-2), p. 42, 43, 49, 50
3. ↑  « VMware Workstation pour Windows : coexistence de plusieurs systèmes d’exploitation (Linux, Windows 8, etc.) », sur www.vmware.com (consulté le 27 mars 2017)
4. ↑  (en) « VMware Compatibility Guide - System Search », sur www.vmware.com (consulté le 28 mars 2017)